# 1203 км
1203 км — опустевший железнодорожный разъезд (тип населённого пункта) в Борском районе Самарской области. Входит в состав сельского поселения Коноваловка.

## География
Находится у железнодорожной линии Самара — Оренбург на расстоянии примерно 14 километров по прямой на запад-северо-запад от районного центра села Борское.

## История
Населённый пункт появился при строительстве железной дороги. В селении жили семьи тех, кто обслуживал железнодорожную инфраструктуру.

## Население
| 2010 |
| ---- |
| 1    |

## Инфраструктура
Путевое хозяйство. Действует железнодорожная платформа 1203 км Южно-Уральской ЖД.

## Транспорт
Автомобильный и железнодорожный транспорт.